# (9596) 1991 RC22
A (9596) 1991 RC22 a Naprendszer kisbolygóövében található aszteroida. Henry Holt fedezte fel 1991. szeptember 15-én.